# Michael Angarano
Michael Anthony Angarano (New York, 3 dicembre 1987) è un attore statunitense.

## Biografia
È nato a Brooklyn, borough di New York, in una famiglia d'origini italiane, terzo dei quattro figli (due sorelle maggiori ed un fratello minore) di Michael e Doreen Angarano. Tutta la sua famiglia è attiva nell'ambito della danza ed è proprietaria di due scuole di danza molto famose a New York ed una a Los Angeles. Sua madre è la direttrice e la proprietaria di tutte e tre, mentre sua sorella Kristen è co-direttrice dello studio di Los Angeles e la responsabile di quelli di New York.
Nel 1996 debutta in una pellicola cinematografica, interpretando il ruolo di un bambino cowboy in I'm Not Rappaport, commedia musicale diretta da Herb Gardner. Dopo diverse apparizioni in serie statunitensi, nel 2001 arriva il successo con Little Secrets - Sogni e segreti, film diretto da Blair Treu. Nel 2004 è apparso nella versione cinematografica del romanzo Speak - Le parole non dette, con Kristen Stewart. È stato il protagonista di Sky High - Scuola di superpoteri e ha avuto un ruolo in Lords of Dogtown, entrambi usciti durante l'estate del 2005.
Ha avuto altri ruoli cinematografici in The Bondage, Black Irish, Man in the Chair, Snow Angels, The Final Season e in Il regno proibito, co-protagonista al fianco di Jackie Chan e Jet Li. Ha recitato anche in One Last Thing del 2005. Ha recitato in Gentlemen Broncos, diretto da Jared Hess. Il film commedia è uscito nelle sale nel mese di ottobre 2009. Nel 2011, Angarano è co-protagonista nel film horror-thriller Red State, dove interpreta Travis. Ha interpretato Elliot, il figlio di Jack McFarland nella serie TV Will & Grace.

### Vita privata
Dal 2005 al 2009 è stato fidanzato con l'attrice Kristen Stewart; dal 2012 al 2016 è stato sentimentalmente legato all'attrice Juno Temple, con cui ha convissuto a Los Feliz.

## Filmografia

### Cinema
- Childhood's End, regia di Jeff Lipsky (1996)
- I'm Not Rappaport, regia di Herb Gardner (1996)
- In ricchezza e in povertà (For Richer or Poorer), regia di Bryan Spicer (1997)
- River Red, regia di Eric Drilling (1998)
- Baby Huey's Great Easter Adventure, regia di Stephen Furst (1999)
- La musica del cuore (Music of the Heart), regia di Wes Craven (1999)
- The Extreme Adventures of Super Dave, regia di Peter MacDonald (2000)
- Quasi famosi (Almost Famous), regia di Cameron Crowe (2000)
- Papà, comando io! (The Brainiacs.com), regia di Blair Treu (2000)
- Little Secrets - Sogni e segreti (Little Secrets), regia di Blair Treu (2001)
- Seabiscuit - Un mito senza tempo (Seabiscuit), regia di Gary Ross (2003)
- Speak - Le parole non dette (Speak), regia di Jessica Sharzer (2004)
- Il lago dei sogni (The Dust Factory), regia di Eric Small (2004)
- Dear Wendy, regia di Thomas Vinterberg (2004)
- Lords of Dogtown, regia di Catherine Hardwicke (2005)
- Sky High - Scuola di superpoteri (Sky High), regia di Mike Mitchell (2005)
- One Last Thing..., regia di Alex Steyermark (2005)
- Bondage, regia di Eric Allen Bell (2006)
- Snow Angels, regia di David Gordon Green (2007)
- Man in the Chair, regia di Michael Schroeder (2007)
- Black Irish, regia di Brad Gann (2007)
- The Final Season, regia di David M. Evans (2007)
- Il regno proibito (The Forbidden Kingdom), regia di Rob Minkoff (2008)
- Gentlemen Broncos, regia di Jared Hess (2009)
- Ceremony, regia di Max Winkler (2010)
- Red State, regia di Kevin Smith (2011)
- L'arte di cavarsela (The Art of Getting By), regia di Gavin Wiesen (2011)
- Knockout - Resa dei conti (Haywire), regia di Steven Soderbergh (2011)
- Noah, regia di Bill Boyce e John Stronach (2012) - voce
- The End of Love, regia di Mark Webber (2012)
- Botte di fortuna (The Brass Teapot), regia di Ramaa Mosley (2012)
- Empire State, regia di Dito Montiel (2013)
- The English Teacher, regia di Craig Zisk (2013)
- Joker - Wild Card (Wild Card), regia di Simon West (2015)
- Effetto Lucifero (The Stanford Prison Experiment), regia di Kyle Patrick Alvarez (2015)
- Sun Dogs, regia di Jennifer Morrison (2017)
- In a Relationship - Amori a lungo termine (In a Relationship), regia di Sam Boyd (2018)
- Oppenheimer, regia di Christopher Nolan (2023)
- Horizon: An American Saga - Capitolo 1 (Horizon: An American Saga - Chapter 1), regia di Kevin Costner (2024)

### Televisione
- Saturday Night Live - serie TV, 1 episodio (1995)
- New York News - serie TV, 1 episodio (1995)
- Stranger in My Home, regia di Farhad Mann - film TV (1997)
- Cybill - serie TV, 1 episodio (1997)
- Jarod il camaleonte (The Pretender) - serie TV, 1 episodio (1998)
- Grace & Glorie, regia di Arthur Allan Seidelman - film TV (1998)
- Seven Days - serie TV, 1 episodio (1999)
- Cover Me: Based on the True Life of an FBI Family - serie TV, 24 episodi (2000-2001)
- Say Uncle, regia di David Lee - film TV (2001)
- Will & Grace - serie TV, 13 episodi (2001-2006, 2017)
- Maniac Magee, regia di Bob Clark - film TV (2003)
- My Life with Men, regia di Andy Cadiff - film TV (2003)
- E.R. - Medici in prima linea (ER) - serie TV, 1 episodio (2003)
- Perfetti... ma non troppo (Less Than Perfect) - serie TV, 2 episodi (2004)
- Kevin Hill - serie TV, 1 episodio (2005)
- Summerland - serie TV, 2 episodi (2005)
- 24 - serie TV, 4 episodi (2007)
- Entry Level, regia di Nicholas Stoller - film TV (2012)
- Drunk History - serie TV, 1 episodio (2014)
- The Knick - serie TV, 20 episodi (2014-2015)
- I'm Dying Up Here - Chi è di scena? (I'm Dying Up Here) – serie TV (2017)
- Mom - serie TV, 2 episodi (2017-2018)
- This Is Us - serie TV, 5 episodi (2018)
- Dollface - serie TV, 1 episodio (2019)

## Doppiatori italiani
Nelle versioni in italiano delle opere in cui ha recitato, Michael Angarano è stato doppiato da:
- Davide Perino in Sky High - Scuola di superpoteri, Knockout - Resa dei conti, Botte di fortuna, Empire State, The English Teacher, The Knick, Joker - Wild Card, Oppenheimer
- Emiliano Coltorti in Effetto Lucifero, I'm Dying Up Here - Chi è di scena?
- Alessio Puccio in Papà, comando io, The Dust Factory
- Mattia Ward in Il regno proibito, Gentlemen Broncos
- Flavio Aquilone in Dear Wendy, L'arte di cavarsela
- Stefano De Filippis in Will & Grace, Little Secrets - Sogni e segreti
- Andrea Oldani in Horizon
- Alessio De Filippis in Red State
- Elena Perino in F.B.I. Protezione famiglia
- Lorenzo De Angelis in Lords of Dogtown
- Luigi Morville in Seabiscuit
- Sacha Pilara in In a Relationship - Amori a lungo termine
- Alessandro Sanguigni in This Is Us
- Paolo Carenzo in Dollface
- Andrea Oldani in Horizon: An American Saga - Capitolo 1